# Ankerita
L'ankerita és un mineral del grup dels carbonats. El seu nom prové del cognom del mineralogista austríac Matthias Joseph Anker. Es pot confondre amb la dolomita, kutnohorita, magnesita i siderita de les quals es diferencia per la densitat i la reactivitat química. Forma sèries amb la dolomita i la kutnohorita, i pertany al grup de la dolomita.

## Característiques
És un carbonat mineral de calci, ferro, magnesi i manganès, del grup dels carbonats romboèdrics, amb fórmula Ca(Fe²⁺,Mg)(CO₃)₂. És un mineral estretament relacionat amb dolomita per la seva composició, i es diferencia d'aquesta en el fet que el magnesi es troba reemplaçat per quantitats variables de ferro (II) i manganès. L'angle entre els romboedres perfectes producte de la seva exfoliació és de 73° 48′. Té una duresa d'entre 3,5 a 4, i el pes específic és de 2,9 a 3,1.
Segons la classificació de Nickel-Strunz, l'ankerita pertany a «05.AB: Carbonats sense anions addicionals, sense H₂O, alcalinoterris (i altres M2+)» juntament amb els següents minerals: calcita, gaspeita, magnesita, otavita, rodocrosita, siderita, smithsonita, esferocobaltita, dolomita, kutnohorita, minrecordita, aragonita, cerussita, estroncianita, witherita, vaterita, huntita, norsethita, alstonita, olekminskita, paralstonita, baritocalcita, carbocernaita, benstonita i juangodoyita.

## Formació i jaciments
La seva gènesi és hidrotermal i metasomàtica, i sol aparèixer conjuntament amb dolomites, siderites i quars. Els minerals extrets d'alguns jaciments concrets són luminescents i la llum que emet és de color taronja. S'explota com mena de ferro, però és d'escassa riquesa. Els jaciments d'aquest mineral són abundants, i es poden trobar a Freiberg (Alemanya), Àustria, Romania, antiga Txecoslovàquia, Itàlia i Suïssa. A Catalunya se n'ha trobat a la província de Barcelona a la pedrera del Turó de Montcada, a Montcada i Reixac (El Vallès Oriental), a la província de Girona a les mines Puig de Sant Julià, a Sant Julià del Llor i Bonmatí (la Selva) i a les mines Ventola i Zaragoza a Vall de Ribes (el Ripollès), a la província de Lleida a la mina Eureka, a la Torre de Cabdella (el Pallars Jussà) i a les localitats de Bellmunt del Priorat, El Molar i El Masroig (el Priorat).